# Europejski system informacji o podróży oraz zezwoleń na podróż
Europejski system informacji o podróży oraz zezwoleń na podróż (ETIAS) – warunek wjazdu wprowadzony przez Unię Europejską dla obywateli zwolnionych z obowiązku wizowego, podróżujących do strefy Schengen oraz Cypru. 
ETIAS jest podobny do innych elektronicznych zezwoleń na podróż, takich jak ESTA w Stanach Zjednoczonych, a także do systemów wdrożonych przez Australię, Kanadę i Nową Zelandię oraz systemu planowanego przez Zjednoczone Królestwo.
Przewiduje się, że ETIAS zacznie obowiązywać w 2025 r. Po uruchomieniu systemu będą wdrożone odpowiednio sześciomiesięczne okresy przejściowe i okresy karencji.

## Historia
Pomysł elektronicznego systemu zezwoleń na podróż został po raz pierwszy zaproponowany przez Komisję Europejską w 2016 r. ETIAS został formalnie ustanowiony rozporządzeniem Parlamentu Europejskiego i Rady (UE) 2018/1240 z dnia 12 września 2018 r.

## Zakres geograficzny

### Państwa europejskie wymagające ETIAS
30 państw europejskich będzie wymagało od podróżnych zwolnionych z obowiązku wizowego posiadania zezwolenia na podróż ETIAS. Są to:
- Austria
- Belgia
- Bułgaria
- Chorwacja
- Cypr
- Czechy
- Dania
- Estonia
- Finlandia
- Francja
- Grecja
- Hiszpania
- Holandia
- Islandia
- Liechtenstein
- Litwa
- Luksemburg
- Łotwa
- Malta
- Niemcy
- Norwegia
- Polska
- Portugalia
- Rumunia
- Słowacja
- Słowenia
- Szwajcaria
- Szwecja
- Węgry
- Włochy

### Kwalifikujące się kraje
Obywatele państw niebędących członkami UE zwolnieni z obowiązku wizowego muszą ubiegać się o zezwolenie na podróż ETIAS. Są to następujące państwa/terytoria:
- Albania
- Antigua i Barbuda
- Argentyna
- Australia
- Bahamy
- Barbados
- Bośnia i Hercegowina
- Brazylia
- Brunei
- Chile
- Czarnogóra
- Dominika
- Grenada
- Gruzja
- Gwatemala
- Honduras
- Hongkong
- Izrael
- Kanada
- Kiribati
- Kolumbia
- Korea Południowa
- Kostaryka
- Macedonia Północna
- Makau
- Malezja
- Mauritius
- Meksyk
- Mikronezja
- Mołdawia
- Nikaragua
- Nowa Zelandia
- Palau
- Panama
- Paragwaj
- Peru
- Saint Kitts i Nevis
- Saint Lucia
- Saint Vincent i Grenadyny
- Salwador
- Samoa
- Serbia
- Seszele
- Singapur
- Stany Zjednoczone
- Tajwan
- Timor Wschodni
- Trynidad i Tobago
- Tonga
- Tuvalu
- Ukraina
- Urugwaj
- Wenezuela
- Wielka Brytania
- Wyspy Marshalla
- Wyspy Salomona
- Zjednoczone Emiraty Arabskie

## Składanie wniosku o ETIAS
Podróżni zwolnieni z obowiązku wizowego będą musieli wypełnić elektroniczny formularz wniosku za pośrednictwem oficjalnej strony internetowej ETIAS (https://travel-europe.europa.eu/etias_en) lub oficjalnej aplikacji mobilnej.
Złożenie wniosku o zezwolenie na podróż ETIAS będzie kosztować 7 euro. Wnioskodawcy w wieku poniżej 18 lat lub powyżej 70 lat są zwolnieni z tej opłaty. Członkowie rodziny obywateli UE lub obywateli państw trzecich, którzy mają prawo do swobodnego przemieszczania się w całej Unii Europejskiej, są również zwolnieni z opłaty za złożenie wniosku.
Przewiduje się, że większość wniosków ETIAS zostanie rozpatrzona w ciągu kilku minut. W niektórych przypadkach proces ten może trwać do 14 dni, jeżeli wnioskodawca zostanie poproszony o udzielenie dodatkowych informacji lub przedstawienie dokumentów na poparcie swojego wniosku, lub do 30 dni w przypadku zaproszenia na rozmowę. 
Zezwolenie na podróż ETIAS będzie powiązane z paszportem podróżnego. Jest ono ważne przez okres do 3 lat lub do czasu wygaśnięcia ważności paszportu użytego we wniosku, w zależności od tego, co nastąpi wcześniej. Jeżeli podróżny otrzyma nowy paszport, będzie musiał uzyskać nowe zezwolenie na podróż w systemie ETIAS. 
Podróżni zwolnieni z obowiązku wizowego z ważnym zezwoleniem na podróż ETIAS mogą wjeżdżać na terytorium 30 państw europejskich z dowolną częstotliwością, na pobyty krótkoterminowe – zwykle do 90 dni w dowolnym 180-dniowym okresie. Nie gwarantuje to jednak wjazdu. Po przybyciu na granicę straż graniczna poprosi podróżnych o okazanie paszportu i innych dokumentów oraz sprawdzi, czy spełniają oni warunki wjazdu określone w kodeksie granicznym Schengen. 
Wnioskodawcy będą mieli prawo do odwołania się, jeśli ich zezwolenie ETIAS zostanie odrzucone, cofnięte lub unieważnione. Odwołania będą rozpatrywane przez właściwe organy państw europejskich wymagających ETIAS. 
UE ostrzegła podróżnych przed nieoficjalnymi stronami internetowymi ETIAS, twierdząc, że co prawda niektóre z tych stron są prowadzone przez prawdziwe firmy, to jednak inne mogą działać nieuczciwie. 